# 莫汉普尔
莫汉普尔（Mohanpur），是印度北方邦Etah县的一个城镇。总人口5299（2001年）。

## 人口
该地2001年总人口5299人，其中男性2842人，女性2457人；0—6岁人口1057人，其中男565人，女492人；识字率47.61%，其中男性为57.07%，女性为36.67%。